# Call Me (YOSHIKAの曲)
「Call Me」（コール・ミー）は、日本のシンガーソングライター・YOSHIKAのソロとしてのメジャー・デビュー・シングル（シングルとしては2作目）。2005年5月25日発売。

## 解説
- m-floに「m-flo loves YOSHIKA」として参加しメジャー･デビューしていたが、単独名義でのメジャー・レーベルからの発売はこの作品が初となる。
- 「Call Me」はBONNIE PINKによる楽曲提供。

## 収録曲
1. Call Me
（作詞・作曲:BONNIE PINK 編曲:MASAO NISUGI and TSUTOMU NAKAYAMA コーラス･アレンジ:YOSHIKA）
2. Sunshine
（作詞:YOSHIKA 作曲:MASAO NISUGI and YOSHIKA 編曲:MASAO NISUGI コーラス･アレンジ:YOSHIKA）
3. Call Me (Instrumental)
（作曲:BONNIE PINK 編曲:MASAO NISUGI and TSUTOMU NAKAYAMA コーラス･アレンジ:YOSHIKA）